# Акиф Шеремет
Акиф Шеремет (Кладањ, 1895 − Москва, 19. април 1939) био је босанскохерцеговачки комунистички активиста, познат као црвени професор.

## Биографија
Рођен је 1899. године у Кладњу. Члан КП Југославије је био од њеног оснутка априла 1919. године. Завршио је Филозофски факултет у Загребу 1919. године (Одсјек за педагогију). Године 1920-1921. био је члан руководства СКОЈ-а на Загребачком универзитету.
Кратко време је предавао по гимназијама у Србији (Прахово, Чачак), а потом 1924. године добио место професора у гимназији у Бањалуци. Дружио се са Веселином Маслешом. Предавао је историју и географију. Због изношења комунистичких ставова је стекао надимак "црвени професор". Својим ђацима је држао предавања "у чисто материјалистичком духу".
Због својих политичких убеђења био је стално прогањан од југословенских власти, те премештан из места у место. Професор Акиф Шеремет и његова жена Нафија су из Бањалуке 1927. године дошли у Госпић, са два кофера. Током 1928. године био је један од главних организатора рада КПЈ у Госпићу. Као способан човек и добар говорник, постао је члан Централног комитета КПЈ 1929. године. Својим ђацима је држао надахнута предавања о буни Матије Гупца, о крсташким ратовима, о развитку младе буржоазије која иде да открива нове земље и да их пљачка и богати се. Убрзо, власти Краљевине СХС су га интернирале у Ливно.
Године 1930. успео је да побегне у Беч. У Бечу је радио у емигрантској комисији ЦК КПЈ и био дописник Телеграфске агенције Совјетског Савеза (ТАСС). Крајем 1931. био је позван у Москву, оптужен за "троцкизам", искључен из КПЈ, а совјетске власти су га протерале у Казахстан, па у Дњепропетровск и Алма Ату. Године 1935. био му је одобрен повратак у Москву, и стављен је на располагање Коминтерни.
Једно време је боравио у Паризу, где се тада налазило седиште КПЈ.
Дана 19. јула 1938. године за време тзв. Велике чистке био је ухапшен у Москви. Стрељан је заједно са другим истакнутим југословенским комунистима, као што су Коста Новаковић, др Сима Марковић и Сима Миљуш, 19. априла 1939. године. Они су после стрељања кремирани у крематоријуму Донског гробља у Москви, где су њихови посмртни остаци сахрањени у колективну гробницу.
Када се његова жена Нафија вратила из Совјетског Савеза, потпуно се променила. "Псује Русију, псује Стаљина!", забележили су тада њени познаници.
Након смрти Стаљина, на иницијативу жене Нафије, Акиф Шеремет рехабилитован је 26. децембра 1963. године према одлуци Војног колегијума Врховног суда СССР.
По њему је названа Основна школа „Акиф Шеремет“ у Кладњу.
Без знања о друштву нема науке о књижевности.— Акиф Шеремет